# 特亚克
特亚克（法語：Teuillac，法語發音：[tœjak]）是法国吉伦特省的一个市镇，属于布莱区。

## 地理
特亚克（45°5'33"N, 0°32'52"W）面积7.15 平方千米，位于法国新阿基坦大区吉倫特省，该省份为法国西南部沿海省份，是法國本土面积最大的省，北起滨海夏朗德省，西临大西洋，南至朗德省，东南接洛特-加龍省，东临多爾多涅省。
与特亚克接壤的市镇（或旧市镇、城区）包括：圣克里斯托利-德布莱、贝尔松、蒙布里耶、皮尼亚克、圣特罗让、圣维维安德布莱。
特亚克的时区为UTC+01:00、UTC+02:00（夏令时）。

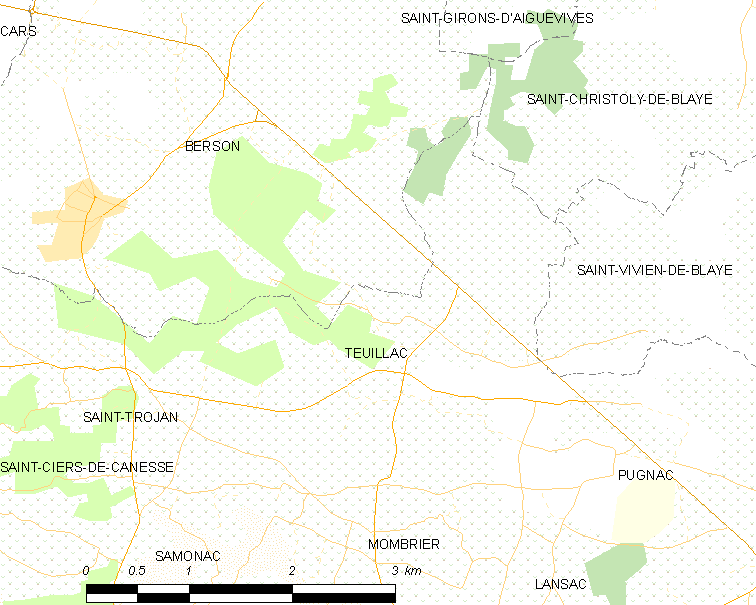
特亚克的OSM定位图

## 行政
特亚克的邮政编码为33710，INSEE市镇编码为33530。

## 政治
特亚克所属的省级选区为河口县。

## 人口

1962-2008年间特亚克人口变化图示

特亚克于2022年1月1日时的人口数量为882人。